# Smicridea breviuncata
Smicridea breviuncata is een schietmot uit de familie Hydropsychidae. De soort komt voor in het Neotropisch gebied.